# Bort med tanken, sorgsna hjärta
Bort med tanken, sorgsna hjärta är en gammal tysk psalm, "Weg, mein Herz, mit den Gedanken", av Paul Gerhardt från 1647 som översattes av Petrus Brask 1690 till en psalm med titelraden "Bort mit hierta medh the tanckar" och senare bearbetad av Jan Arvid Hellström 1983 till en psalm med nuvarande titelrad "Bort med tanken, sorgsna hjärta".
Psalmen inleds 1695 med orden:
Bort mit hierta medh the tanckar
Lijk som wore tu uthstött
Melodin är nedtecknad i Genève 1551 och enligt 1697 års koralbok samma som till psalmen Herren är mitt lius och hälsa (nr 44), Såsom hjorten träget längtar (nr 53), Jesu! djupa såren dina (nr 151), Kom, min kristen, Gud till ära (nr 198) och Ack, hur stort är mitt elände (nr 254). För sång nummer 144 Bort i qwäljesamma tankar Sions Sånger 1810 används melodin  "Bort mit hjerta".

## Publicerad som
- Nr 243 i 1695 års psalmbok 11 verser under rubriken "Om Gudz Nådh och Syndernas Förlåtelse".
- Nr 192 i Andeliga Sånger och Werser 1806 under rubriken "Om Guds Nådekallelse till syndarens Omvändelse" med lätt omarbetning verserna 1, 4, 5, 10  och 11,
- Nr 192 i 1819 års psalmbok med titelraden "Bort, mitt hjärta, med de tankar", under rubriken "Helgelsen. Omvändelsen. Ånger och tro".
- Nr 98 i Stockholms söndagsskolförenings sångbok 1882 med verserna 5-6, under rubriken "Psalmer".
- Nr 181 i Nya Pilgrimssånger 1892 under rubriken "Frälsningen: Ny födelse".
- Nr 187 Svenska Missionsförbundets sångbok 1920 verserna 3, 5 och 8 ur originalet med inledningsraden Ingen herde kan så leta.
- Nr 283 i Sionstoner 1935 under rubriken "Nådens ordning: Väckelse och omvändelse".
- Nr 362 i 1937 års psalmbok under rubriken "Trons prövning under frestelser och lidanden".
- Nr 241 i den ekumeniska delen av den svenska psalmboken (dvs psalm 1-325 i Den svenska psalmboken 1986, Cecilia 1986, Psalmer och Sånger 1987, Segertoner 1988 och Frälsningsarméns sångbok 1990) under rubriken "Förtröstan - trygghet".
- Nr 481 i Lova Herren 1988 under rubriken "Guds barns tröst i kamp och prövning".
- Nr 258 i Svensk psalmbok för den evangelisk-lutherska kyrkan i Finland (1986) under rubriken "Guds nåd i Kristus" med titelraden "Bort, mitt hjärta, med de tankar.